# 가을동화

## 개요
《가을동화》는 2000년 9월 18일부터 2000년 11월 7일까지 방영된 한국방송공사 월화 미니시리즈로, 윤석호 PD의 퍼스트 사계절 드라마이다.
남매로 자란 은서와 준서의 비극적인 사랑 이야기를 다룬 본 드라마는 방영 당시 40% 내외의 압도적인 시청률을 기록하는 기염을 토한 만큼, 세간에 큰 주목을 받았으며, 시트콤 배우로의 이미지가 강했던 송혜교를 단숨에 스타덤에 올려준 작품이다.
- 또한 소설(오수연 저, 생각의 나무 刊)로도 출판되었으며, 본 드라마를 시작으로 한류붐을 일으킨 배용준 주연의 '겨울연가' 등 사계절을 모티브로 한 드라마 제작에 박차를 가하게 된다.[1]

한편, 해당 작품의 원안을 작성한 작가가 동시간대 SBS 월화 미니시리즈 《천사의 분노》집필자 고선희 작가로 알려지자 KBS는 이 같은 사실을 뒤늦게 인정하고 방송 도중 고선희 작가에게 원안 사용에 사후 승인과 원안 사용료 5백만원을 지급했다.
아울러, 해당 작품의 신유미 역으로 잘 알려진 한나나는 해당 작품에 앞서 《천사의 분노》 캐스팅 제의를 받았지만 배역이 교체되자 당시 소속사(미디어드림)와 결별을 선택했고 이 과정에서 본인(한나나)의 당시 소속사였던 미디어드림은 2000년 9월 26일 서울지법에 전속계약위반을 이유로 해당 작품(가을동화) 출연금지 가처분 신청과 함께 6천만원의 손해배상 소송을 제기했으며 이런 충격 탓인지 한나나는 해당 작품 이후 연기활동을 접었다.
이와 더불어, 2000년 12월 열린 제 13회 한국방송작가상 드라마 후보에 올랐으나 탈락했고 난항 끝에 SBS 《덕이》로 최종 낙착됐으며 KBS는 1TV 주말 대하사극《태조 왕건》으로 14회 때 첫 한국방송작가상 드라마 수상의 영예를 안았는데 《덕이》에서 정귀덕 역으로 나온 김현주와 차태현이 해당 작품(가을동화) 주인공 물망에 올랐고 1995년 KBS 슈퍼탤런트 1기(공채 17기) 출신 차태현은 2007년 같은 채널 월화 미니시리즈 《꽃 찾으러 왔단다》로 KBS 복귀를 할 수 있었다.

## 줄거리
- 윤 교수 부부는 귀엽고 밝은 아이로 자라나는 아이들을 보면서 더 이상 부러울 것이 없었지만 불의의 교통사고로 인해 은서가 친딸이 아니라는 사실을 비로소 알게 된다.

- 그리고 동네에서 작은 식당을 하며 궁핍하게 살아가는 김순임의 딸 신애가 친딸이라는 사실을 알게 된다.

- 식당을 하는 미망인도 자신의 친딸이 신애가 아니라 은서라는 것을 알게 되면서 괴로워한다.

- 결국에 아이들을 바꿔 키우지만 지금까지 금지옥엽으로 애지중지 길러온 사랑하는 딸이 그립다고 생각한 나머지 윤 교수 부부는 아이들과 함께 미국행 비행기로 떠나버린다.

- 갑작스럽게 사랑하는 가족을 잃어버린 어린 은서는 아픔을 뒤로 한채, 식당을 하는 친어머니의 일을 도우며 살아간다.

- 은서는 가난하고 궁핍한 집안 형편 때문에 학업을 마다한채, 호텔에서 일하지만 밝고 긍정적인 성격으로 성실하고 정직하게 살아간다.

- 그리고 호텔 사장의 아들 한태석에게 구애를 받지만, 오빠 준서를 다시 만나게 되면서 남매 이상의 감정을 느끼게 된다.

- 또한 준서는 미국에서 지내면서도 여전히 은서를 잊지 못해 한국에 돌아오며, 친구 태석으로부터 여자 친구를 소개받게 되고 그 상대가 어릴 적 헤어진 은서라는 것에 놀란다.

- 그 후 생활이 어려운 은서를 도와주면서 남매 이상의 감정을 느끼게 되고 이미 약혼자 유미가 있는 준서는 마음을 결정하지 못한 채, 은서는 급기야 암 선고를 받게 된다.

## 등장 인물
- (†) 표시는 드라마 상에서 최종적으로 사망한 인물이다.

### 주요 인물
- 송승헌 : 윤준서 역 (†) (아역 : 최우혁) - 은서의 첫사랑, 윤 교수와 임경하의 아들, 윤신애의 오빠
- 송혜교 : 윤은서 (본명 : 최은서) 역 (†) (아역 : 문근영) - 준서의 첫사랑, 윤 교수와 임경하의 딸, 김순임의 친딸
- 원빈 : 한태석 역

### 주변 인물
- 한채영 : 최신애 (본명 : 윤신애) 역 (아역 : 이애정) - 준서의 여동생, 윤 교수와 임경하의 친딸, 김순임의 딸
- 한나나 : 신유미 역
- 정동환 : 윤 교수 역 - 준서와 은서의 아버지, 신애의 친아버지
- 선우은숙 : 임경하 역 - 준서와 은서의 어머니, 신애의 친어머니
- 김해숙 : 김순임 역 - 신애의 어머니, 은서의 친어머니

### 그 외
- 이한위 : 윤지환 역
- 김나운 : 김문정 역
- 이원발 : 이 실장 역 - 호텔 지배인
- 서윤재 : 이강희 역 - 은서의 단짝친구
- 김형종 : 최종철 역 (아역 : 이민호) - 순임의 아들, 신애의 양오빠, 은서의 친오빠
- 김민정 : 신유미의 어머니 역
- 하다솜 : 은서와 신애의 담임교사 역
- 김원배 : 장욱형 역 - 어린 은서의 수술 집도의
- 이성호 : 가람 산부인과 의사 역
- 장영주 : 시장 아줌마 역
- 정휘석
- 김홍석 : 한태석의 형 역
- 조재훈 : 김사장 역
- 박호민
- 양형호 : 은서가 잘 아는 팬션 주인 역
- 허정규 : 의사 역
- 이혜근 : 간호사 역
- 허기호 : 은서의 담당의 역
- 서동선
- 맹호림 : 은서의 담당의 역
- 강기화
- 박진하 : 이강희 아역
- 레지나 : 중학교 시절 신애 편을 드는 친구 역

## 수상 경력
- 2000년 제13회 그리메상 대상
- 2000년 KBS 연기대상 시청자가 뽑은 최고의 드라마상
- 2000년 KBS 연기대상 남자 우수상 원빈
- 2000년 KBS 연기대상 여자 조연상 김해숙
- 2000년 KBS 연기대상 남자 인기상, 포토제닉상 송승헌
- 2000년 KBS 연기대상 여자 인기상, 포토제닉상 송혜교
- 2000년 KBS 연기대상 여자 청소년상 문근영
- 2001년 제37회 백상예술대상 TV부문 남자 신인상 원빈
- 2001년 제37회 백상예술대상 TV부문 여자 인기상 송혜교
- 2001년 제28회 한국방송대상 TV드라마부문 작품상

## O.S.T
1. 가을 동화 Main Title - 최태완
2. Reason - 정일영
3. Romance - 최태완, 샘 리
4. 기도 - 정일영
5. Remember - 박정원
6. 얼마나 내가 - 윤창건
7. Reason
8. Romance - 이홍래
9. 눈물 - 이홍래
10. 얼마나 내가 - 함춘호
11. 꿈속에서 - 정일영
12. 얼마나 내가 - 유정연
13. 기도 (Inst.)

## 참고 사항
- 방영 전부터 캐스팅 문제로 어려움을 겪었으며 원빈만 확정됐을 뿐[9] 다른 남녀 주인공의 배우 섭외 문제로 골치를 썩였는데, 당초 류시원, 김희선[10], 김현주 등이 물망에 올랐지만 영화나 다른 드라마 촬영 등의 이유로 고사하자 송승헌, 한채영, 송혜교 등이 간신히 낙점됐고 소유진이 한채영 역 오디션을 봤으나 안 어울리는 역이라[11] 탈락했다.
- 당초 2000년 9월 11일에 방영할 계획이었지만, 캐스팅 문제로 인해 첫방송 일정이 1주일 지연되어, 월화드라마 방송 시간 동안 편성 공백을 메우기 위해, 특선영화를 내보내면서, 2000년 9월 18일에 방영을 개시했다.
- '출생의 비밀' 소재로 인해[12] 비난을 받기도 했으며, 2000년 12월 열린 제 13회 한국방송작가상 드라마 부문 최종 후보에 오르기도 했으나 '출생의 비밀'이란 구태의연한 공식에서 벗어나지 못한 채 탈락했다.
- 2000년 11월 7일 마지막회에서 자체 최고시청률 42.3%(수도권 및 부산·울산·경남권 기준)를 기록하고 종영하였다.[13]
- 본 작품을 연출한 KBS 드라마본부의 윤석호 PD는 본 드라마 종영 이후에, 2001년 9월 4일 KBS에 사직서를 제출하여 프리랜서를 선언한 뒤 외주제작사 팬엔터테인먼트로 옮겨갔다.
- 2000년 발매되었던 H.O.T.의 정규5집 Outside Castle의 수록곡 For 연가의 뮤직비디오에도 삽입되었다.
- 일본에서는 2000년부터 2002년까지 BS닛폰에서나 CATV, 지방 텔레비전 방송국에서 방영되었다. 2004년에는 WOWOW에서 방영되었고, 일본어판 DVD는 VAP보다 2002년에 먼저 나왔다. 이 드라마는 아시아와 태평양, 유럽, 아메리카 등 전 세계 30여개 국에서 동시 수출되어, 한류 붐을 만든 기폭제가 되었다.
- 해당드라마는 종영한지 11년 만에 후난위성텔레비전을 통해 일불소심애상니라는 드라마로 리메이크되었다.

## 같이 보기
윤석호 감독의 연출작들
1. 초대 (1999년 방영작)
2. 겨울연가 (2002년 상반기 방영작)
3. 여름향기 (2003년 하반기 방영작)
4. 봄의왈츠 (2006년 상반기 방영작)